# Lietuvos šaulių sąjunga

Emblem die Litauischen Schützenunion

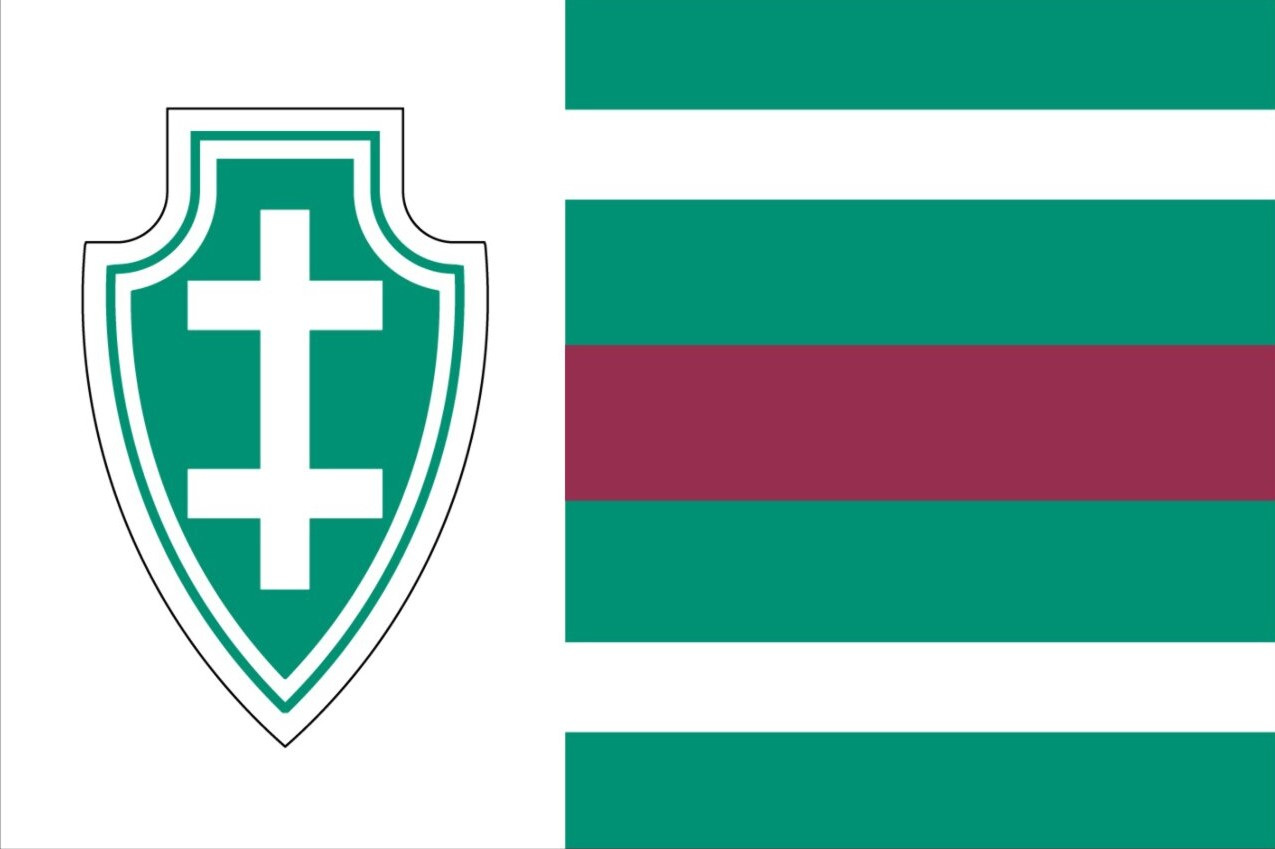
Flagge der Litauischen Schützenunion

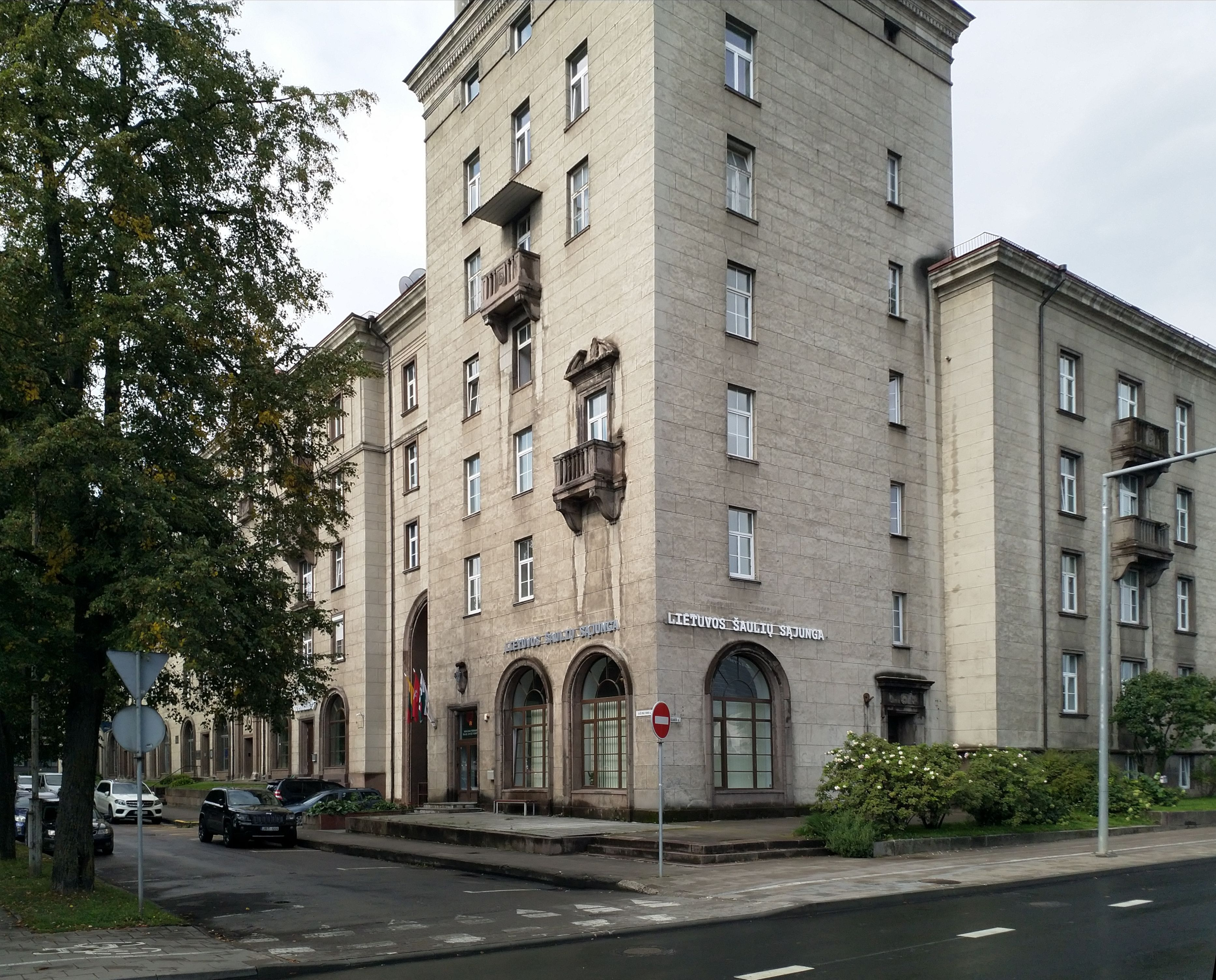
Sitz in Vilnius, Vašingtono Platz

Lietuvos šaulių sąjunga (Abk.: LŠS; dt. Litauische Schützenunion) ist eine paramilitärische Organisation, nach der litauischen Armee und dem Freiwilligenverband Savanorių pajėgos (der Nationalgarde Litauens) die dritte Verteidigungslinie in Litauen.

## Geschichte und Mitgliedschaft
Der Verein wurde 1919 gegründet und ist seit 1989 wieder in Litauen aktiv. Ihm gehören nicht nur Soldaten, sondern auch Zivilisten verschiedener Berufe (Rechtsanwälte, Ärzte, Ingenieure, Beamte, Angestellte, Geschäftsleute) an. Momentan hat er über 10.000 Mitgliedern (Stand Anfang 2022), wobei nach Beginn des russischen Überfalls auf die Ukraine im Februar 4.000 neue Mitgliedsanträge gestellt wurden. Die Mitgliedschaft ist ab dem Alter von elf Jahren möglich und die LŠS rekrutiert aktiv an litauischen Schulen; die Ausbildung an Waffen beginnt erst ab dem 18. Lebensjahr.

## Aufgaben
Die LŠS ist als Verein organisiert. Aufgabe ist die vormilitärische Ausbildung der Mitglieder. Dazu gehören neben der Schießausbildung auch Überlebensfähigkeiten, weswegen die LŠS vereinzelt auch mit den Pfadfindern verglichen wird. Im Kriegsfall wird die LŠS dem litauischen Militär unterstellt. Als Organisation mit Ortsgruppen in der Fläche des Landes ist es dann Aufgabe der LŠS, die örtliche Verteidigung bis zum Eintreffen militärischer Verbände zu organisieren und ortsfremde Truppen mit den Ortkenntnissen der Mitglieder zu unterstützen. Im Frieden unterstützte die LŠS während der COVID-19-Pandemie im Gesundheitssystem oder bei der Aufnahme von Kriegsflüchtlingen.

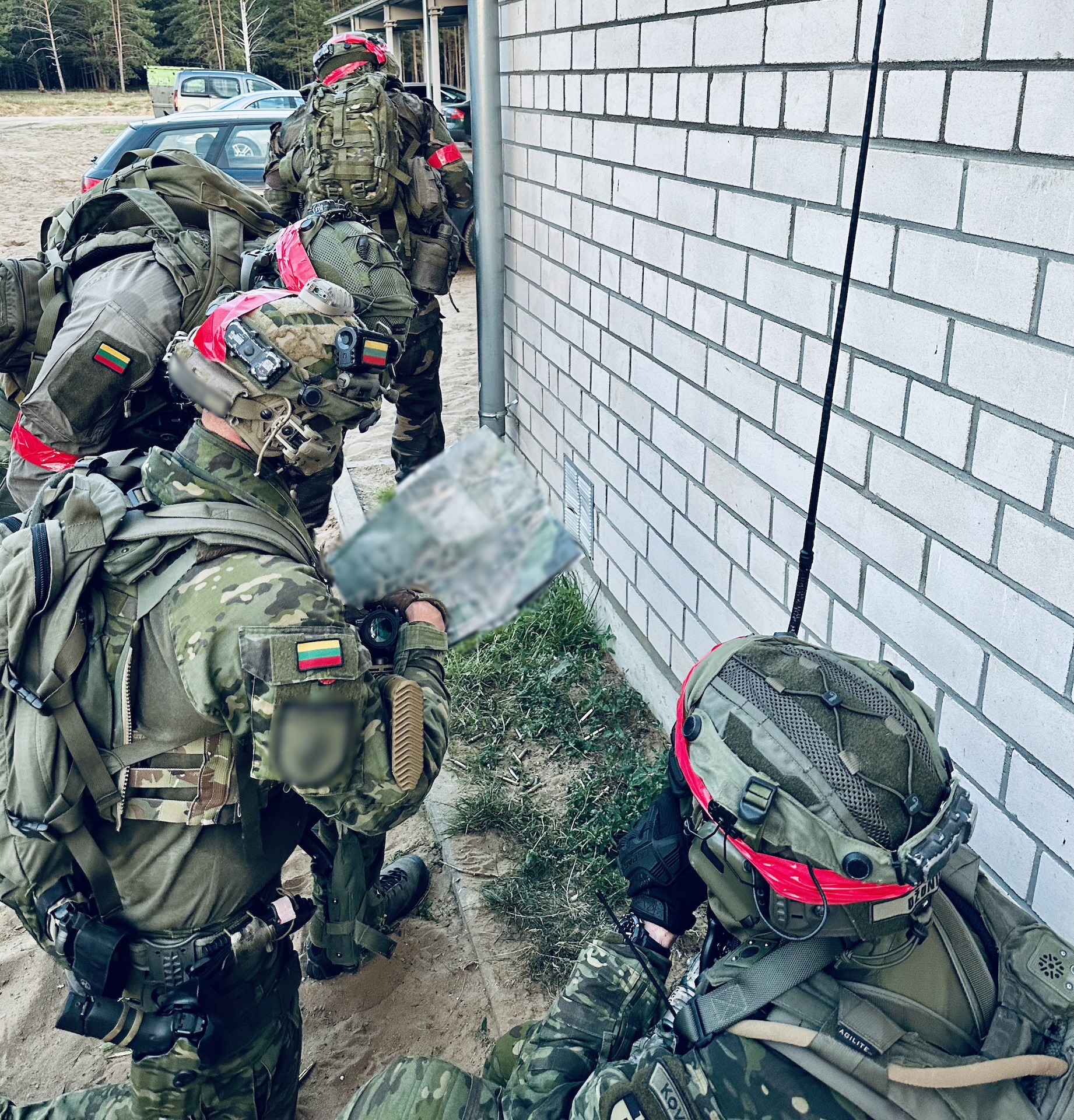
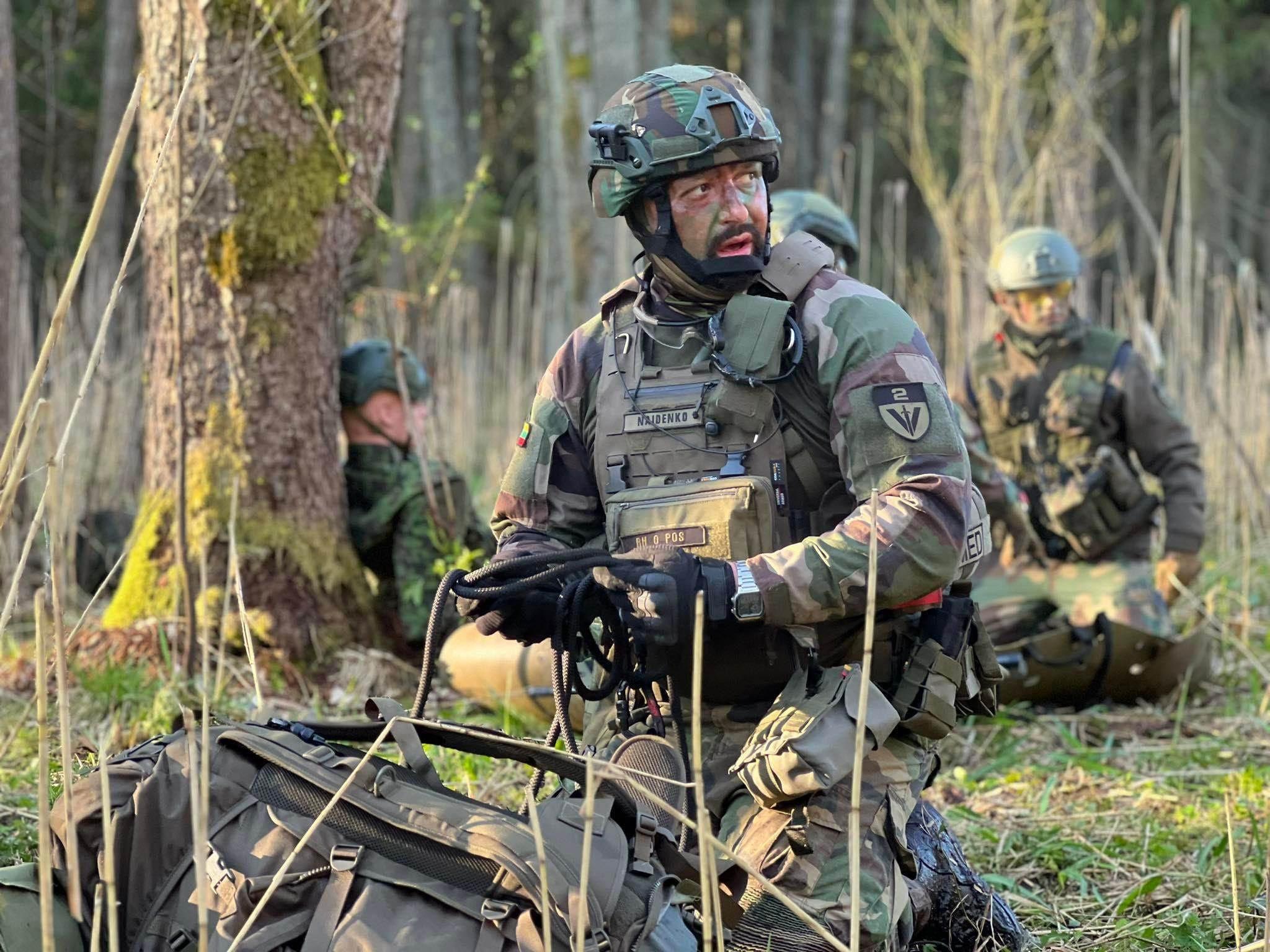
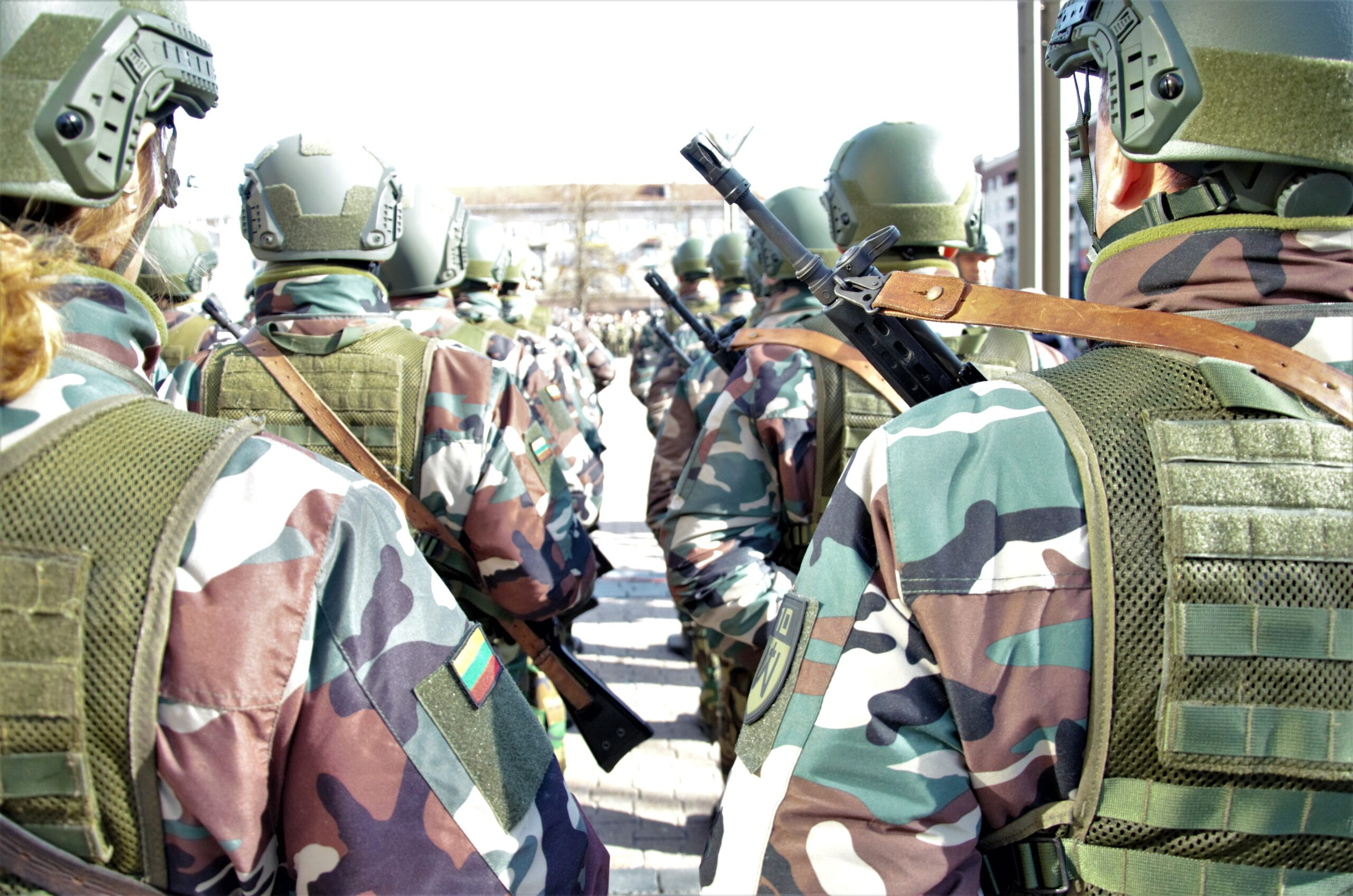
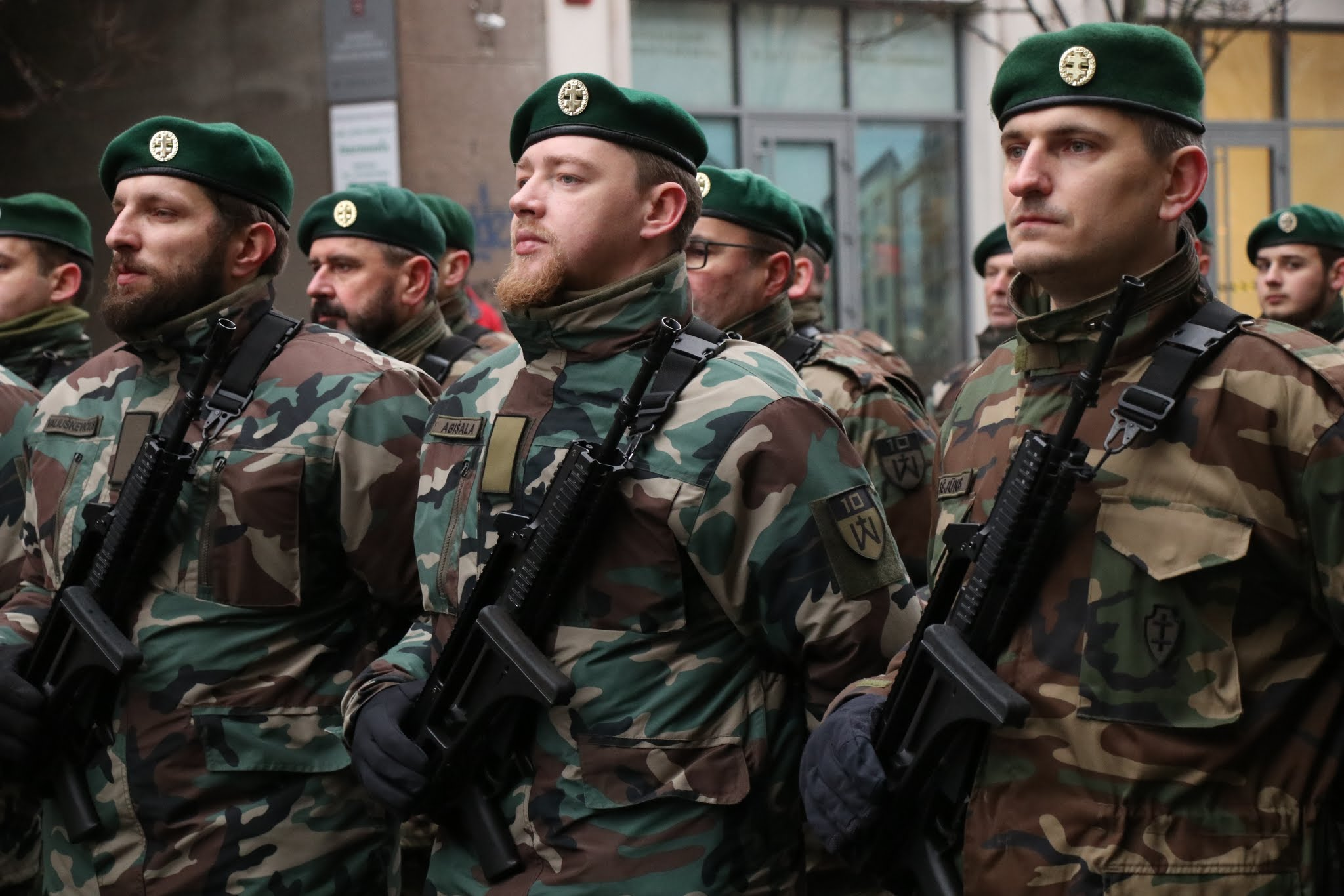

## Ausrüstung
Die LSS hat eigene Waffen. So wurden alte Ak 4 der Litauischen Armee an die LSS abgegeben, jedoch hat auch die LSS selbst HK416 und HK417 beschafft.

## Leitung
- 1919–1922: Vladas Putvinskis
- 1922–1925: Pranas Klimaitis
- 1925–1935: Mykolas Kalmantas
- 1935–1940: Pranas Saladžius
- 1989–1990: Romualdas Zykus
- 1990: Aleksandras Bendinskas (1920–2015)
- 1990–1994: Gediminas Jankus (* 1951)
- 1994–1997: Rimvydas Mintautas
- 1997–1999: Leonardas Bakaitis
- 1999–2000: Jonas Gečas
- 2000–2001: Bronislovas Vizbaras
- 2001–2010: Juozas Širvinskas
- 2010–2014: Antanas Plieskis
- 2014–2017: Liudas Gumbinas
- seit 2017: Gintaras Koryzna